# Ronald Jumeau

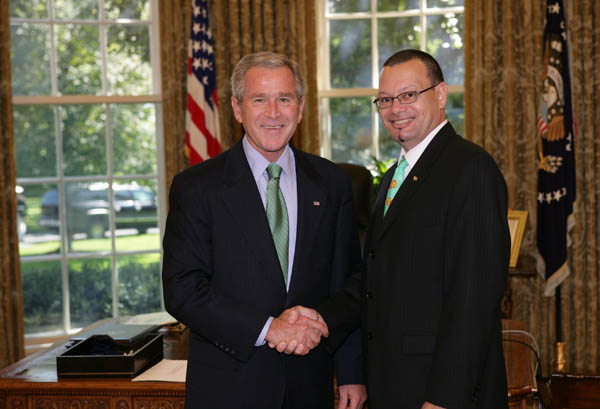
Ronald Jumeau (rechts) mit US-Präsident George W. Bush (18. September 2007)

Ronald Jean Jumeau (* 24. Januar 1957 in Daressalam, Tanganjika) ist ein Journalist, Politiker und Diplomat der Seychellen, der mehrmals Minister sowie zwischen 2007 und 2012 Ständiger Vertreter und Botschafter der Seychellen bei den Vereinten Nationen war und dieses Amt erneut seit 2017 bekleidet.

## Leben

### Journalist, Kabinettssekretär und Parteifunktionär
Jumeau nahm nach seiner Sekundarschulausbildung am Seychelles College 1975 zunächst eine Tätigkeit als Journalist auf und wurde 1978 Reporter für das Presseamt der Regierung (Government Information Services). Danach war er zwischen 1980 und 1982 Leitender Redakteur bei der staatlichen Nachrichtenagentur Seychelles Agence Presse sowie zugleich von 1980 bis 1983 Korrespondent der in London ansässigen Nachrichtenagentur Reuters für die Seychellen. 1982 wurde er Chefredakteur der regierungstreuen Tageszeitung Seychelles Nation sowie zugleich Chefredakteur der staatlichen Nachrichtenagentur Seychelles Agence Presse. Daneben unterrichtete er zwischen 1986 und 1989 als Dozent für Journalismus an der Fakultät für Medienstudien am Seychelles Polytechnic und war ferner von 1991 bis 1993 Presseberater des Bildungsministeriums.
Im Anschluss wurde Jumeau 1992 von Präsident France-Albert René zum Sekretär des Kabinetts sowie in Personalunion zum Forschungsdirektor im Präsidialamt und Sekretär des Beratungsausschusses für die nationale Wirtschaft ernannt und bekleidete diese Funktionen bis 1998. Er ist Mitglied der von René gegründeten Fortschrittsfront des seychellischen Volkes SPPF (Seychelles People’s Progressive Front) und war sowohl 1992 als auch 1993 deren Delegierter bei der Ersten und Zweiten Verfassungskommission der Seychellen. Ferner fungierte er zwischen 1994 und 1998 als Sekretär von vier interministeriellen Kabinettsausschüssen und war des Weiteren von 1995 bis 1998 verantwortlich für die Beziehungen der Regierung zur Nationalversammlung. 1995 wurde er Mitglied des Zentralkomitees (ZK) der SPPF.

### Minister und Botschafter
1998 wurde Jumeau von Präsident René zum Minister für Landwirtschaft und Meeresressourcen in dessen Regierung berufen und bekleidete dieses Amt bis 1999. Im Zuge einer Kabinettsumbildung fungierte er von 2000 bis September 2001 als Minister für Kultur und Information sowie nach einer neuerlichen Regierungsumgestaltung zwischen September 2001 und 2003 als Umweltminister im Kabinett René. In der Regierung von Renés Nachfolger James Alix Michel bekleidete er von 2004 bis August 2007 das Amt des Minister für Umwelt und natürliche Ressourcen.
Im August 2007 wurde Jumeau von Präsident Michel zum Ständigen Vertreter und Botschafter der Seychellen bei den Vereinten Nationen ernannt und übergab am 23. Juni 2007 sein Akkreditierungsschreiben an UN-Generalsekretär Ban Ki-moon. Dieses Amt hatte er bis 2012 inne und war in dieser Zeit in Personalunion zugleich als Botschafter der Seychellen in den USA, Kanada, Brasilien, Kuba und den anderen Staaten der Karibik akkreditiert. Anschließend blieb er in New York City und fungierte zwischen 2012 und 2017 als Botschafter der Seychellen für den Klimawandel sowie für Angelegenheiten von kleinen Entwicklungsinselstaaten.
2017 wurde Jumeau vom neuen Präsidenten Danny Faure abermals zum Ständigen Vertreter und Botschafter der Seychellen bei den Vereinten Nationen ernannt und übergab am 3. Mai 2017 sein Akkreditierungsschreiben an UN-Generalsekretär António Guterres. 
Jumeau ist geschieden und Vater eines Kindes.